# Teucholabis (Teucholabis) amblyphallos
Teucholabis (Teucholabis) amblyphallos is een tweevleugelige uit de familie steltmuggen (Limoniidae). De soort komt voor in het Neotropisch gebied.